# Adolf Weil
Adolf Weil (7 février 1848, Heidelberg – 23 juillet 1916, Wiesbaden) est un médecin badois qui a décrit la « maladie de Weil » ou leptospirose en 1886 comme « une forme bruyante d'ictère flamboyant ».
Weil étudia la médecine à l'université de Heidelberg, puis compléta sa formation à Berlin et à Vienne. De 1872 à 1876 il fut l'assistant de Friedrich Theodor von Frerichs (1819-1885) à Berlin. En 1886 il obtient un poste de professeur en pathologie et thérapie à l'université de Dorpat, mais doit abandonner sa carrière rapidement après avoir contracté la tuberculose avec une atteinte du larynx et une perte définitive de la voix. Après 1893 il vit et travaille à Ospitaletto, San Remo et Wiesbaden.
En 1913, en collaboration avec Emil Abderhalden (1877-1950) il isole un acide aminé connu sous le nom de norleucine. Parmi ses œuvres écrites on retrouve un traité sur l'auscultation, Handbuch und Atlas der topographischen Percussion. Peu de temps après avoir appris que la « maladie de Weil » était causée par un spirochète, il meurt d'une hémoptysie aiguë.